# Championnat du monde féminin de curling 1981
Navigation
Édition précédente Édition suivante
Le Championnat du monde féminin de curling 1981, troisième édition des championnats du monde de curling, a eu lieu du 16 au 21 mars 1981 à Perth, au Royaume-Uni. Il est remporté par la Suède.